# Phyllogomphoides pseudoundulatus
Phyllogomphoides pseudoundulatus är en trollsländeart som beskrevs av Belle 1984. Phyllogomphoides pseudoundulatus ingår i släktet Phyllogomphoides och familjen flodtrollsländor. IUCN kategoriserar arten globalt som otillräckligt studerad. Inga underarter finns listade i Catalogue of Life.